# Yakiv Tsvietinskyi
Yakiv Tsvietinskyi (ukrainisch Яків Цвєтінський; * 13. August 1991) ist ein ukrainischer Jazzmusiker (Trompete, auch Flügelhorn, Posaune).

## Leben und Wirken
Tsvietinskyi begann mit sechs Jahren mit dem Klavierspiel; in seiner Heimatstadt Dnipro erhielt er eine klassische Ausbildung als Trompeter, beschäftigte sich aber auch autodidaktisch mit der Jazztrompete.  Nach einem klassischen Abschluss an der Musikakademie Dnipro 2016 erhielt er ein Fulbright-Stipendium für eine Ausbildung an der Western Michigan University, die er nach zwei Jahren mit dem Master in Jazz-Interpretation abschloss. Seine Mentoren waren Scott Cowan, Andrew Rathbun und Keith Hall.
International ist Tsvietinskyi mit Künstlern wie Theo Bleckmann, Randy Brecker, Vernon Hill und Jamie Cullum aufgetreten und gastierte auf zahlreichen Jazzfestivals, darunter dem EFG London Jazz Festival, Gilmore Keyboard Festival und dem Leopolis Jazz Fest (ehemals Alfa Jazz Fest). Nach seiner Rückkehr in seine Heimatstadt Ende der 2010er-Jahre arbeitete er weiterhin als Musiker und unterrichtet an der M. Glinka Musikakademie, wo er auch das Jazzausbildungsprogramm neu aufbaute. Während der COVID-19-Pandemie wurde er 2021 für das Focusyear-Ausbildungsprogramm für Jazzmusiker in Basel ausgewählt.
Tsvietinskyi nahm 2018 mit seinem Quartett aus Misha Lyshenko (Piano), Kristina Kirik (Bass) und Dima Lytvynenko (Schlagzeug) sein Debütalbum Minimalist auf. 2019 veröffentlichte er zudem sein Album Lake Forest Boulevard bei Seventh Lane Records, 2021 mit dem Yakiv Tsvietinskyi West Michigan Project das Album Kzoo Sessions.  Weitere Aufnahmen entstanden mit der Focusyear Band 2021 (Bosque) und der Formation The Free Will (Raw, 2022), letzteres ein Projekt zur Unterstützung der Ukraine nach dem russischen Überfall auf die Ukraine, das er mit seiner Frau, der Sängerin Marianna Tsvietinska organisierte, an dem u. a. Ben Schmidt-Swartz, Caleb Elzinga und Rufus Ferguson beteiligt sind.
Sein Trompetenstil kombiniert die Einflüsse von Chet Bakers Lyrik, Clark Terrys Bewegungsgefühl, Tomasz Stankos Sound und Kenny Wheelers Unberechenbarkeit, hieß es in All About Jazz.

## Preise und Auszeichnungen
2017 war Tsvietinskyi ausgewählt worden, am Betty Carters Jazz Ahead teilzunehmen – einem Jazz-Residenz-Programm, das jährlich im John F. Kennedy Center in Washington D.C. stattfindet. Er war außerdem Empfänger des Yamaha Gulf FZE Trumpet Scholarship 2015 und Gewinner der Down Beat Student Music Awards 2017 und 2018.